# Pacific Access
Pacific Access là một công ty quản lý chuỗi cung ứng và một công ty dịch vụ kỹ thuật được đăng ký tại Hồng Kông, cung cấp mua, quản lý sản xuất, chuỗi cung ứng, dịch vụ quản lý thương mại và sản xuất hợp đồng. Công ty được thành lập vào năm 1995 tại Hồng Kông và cung cấp nhiều sản phẩm và dịch vụ sản xuất. Theo trang web của công ty, www.pacific-access.com, họ tuyển dụng hơn 100 người và là công ty Thổ Nhĩ Kỳ lớn nhất ở châu Á. Khách hàng chính của Pacific Access là Beko, Grundig, Arcelik, Migros Türk, Turk Traktor, Network và Aygaz cung cấp dịch vụ quản lý nhà cung cấp, quản lý chuỗi cung ứng và dịch vụ kỹ thuật. Một nghiên cứu trường hợp từ trang web của mình http://www.pacific-access.com cho biết họ đã giúp thành công việc ra mắt linh vật robot của Arcelik.
Pacific Access là một trong những nhà xuất khẩu thiết bị điện tiêu dùng chất lượng cao lớn nhất của Trung Quốc, quản lý hơn 7000 container bốn mươi feet trong năm 2008 

## Các sản phẩm
Pacific Access bán một loạt các thiết bị điện và điện tử tiêu dùng cho các nhà phân phối, bán buôn và nhập khẩu. Một loạt các thiết bị và thiết bị điện tử tiêu dùng bao gồm điều hòa không khí, máy sưởi, thiết bị nhà bếp nhỏ, thiết bị gia dụng, máy làm lạnh rượu, máy nghe nhạc MP3, khung ảnh kỹ thuật số và ổ đĩa USB. Do khách hàng đa dạng, Pacific Access cũng bán các sản phẩm hàng hóa nói chung như sản phẩm gia dụng gốm sứ, đồ nội thất, đồ gia dụng và peshminas chất lượng cao.

## Dịch vụ
Theo trang web, Pacific Access có hơn 10 năm kinh nghiệm chuyên phát triển các sản phẩm và khuôn ép nhựa chất lượng cao. Cung cấp một dịch vụ hoàn chỉnh từ thiết kế ban đầu để lắp ráp. Dịch vụ của họ bao gồm phát triển sản phẩm, kỹ thuật và sản xuất.

## Mô hình kinh doanh và phương thức vận chuyển
Do khối lượng Pacific Access mua sản phẩm trực tiếp từ nhà máy, họ bảo đảm giá tốt quanh năm và sau đó bán chúng cho các nhà bán buôn, nhà phân phối và nhà nhập khẩu. Giúp các doanh nghiệp nguồn từ Trung Quốc yên tâm.